# Nico Klopp
Nico Klopp (Bech-Kleinmacher, 1894. szeptember 18. – Luxembourg, 1930. december 29.) luxemburgi posztimpresszionista festő. Hazája festészetének egyik nagy alakja.

## Élete
Nico Klopp 1894. szeptemberének közepén született a luxemburgi Bech-Kleinmacherben. Festőtársához, Joseph Kutterhez hasonlóan ő is a Luxemburgi Iparművészeti iskolában tanult. Később tanult Kölnben, 1916-1918 között a düsseldorfi Művészeti Akadémián volt tanuló és emellett pedig további két évet tanult Weimarban. Ezután visszatért hazájában és a Mosel mellett fekvő Remichben élt. Az ebben az időben festett képein a legfőbb téma a Mosel-folyó, annak hídjai és annak életének különböző jelenetei. Emellett több csendéletet és utca jelenetet is alkotott.
Klopp eredetileg a Cercle artistique de Luxembourg nevű művészcsoportnak volt a tagja, azonban több társával együtt ellentétbe kerültek a csoport többi tagjával ezért kiváltak. Ő volt az egyik társalapítója a Salon de la Secession nevű művészcsoportnak. Festményeiből több került kiállításra galériákban és szalonokban Luxembourg, Trier, Nancy, Bruges, és Echternach városaiban.
Klopp 1930. december 29-én halt meg alig 36 évesen.

## Galéria

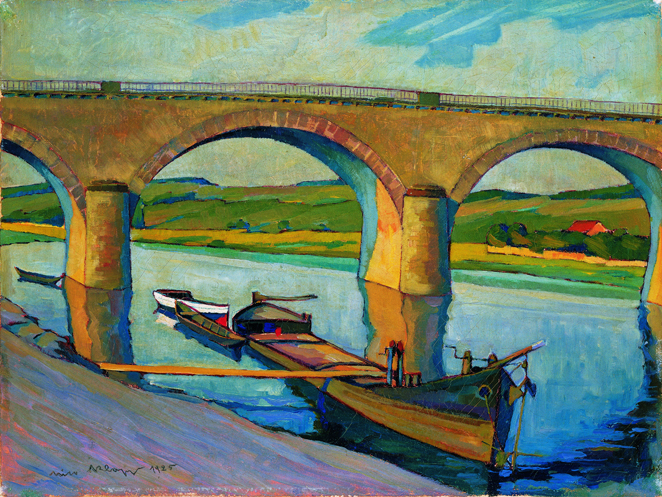
A Remichi híd (1925)
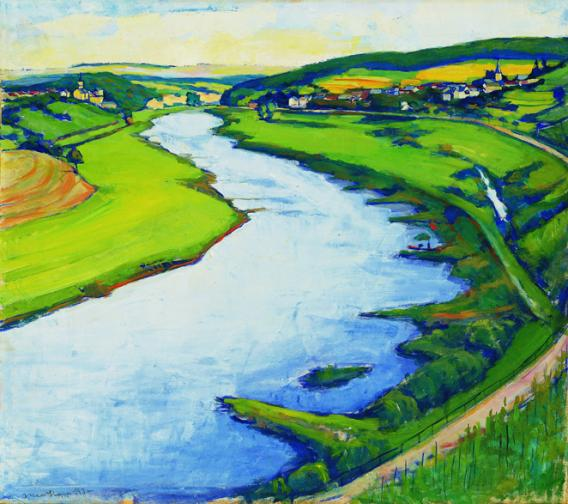
Festmény a Mosel-folyóról
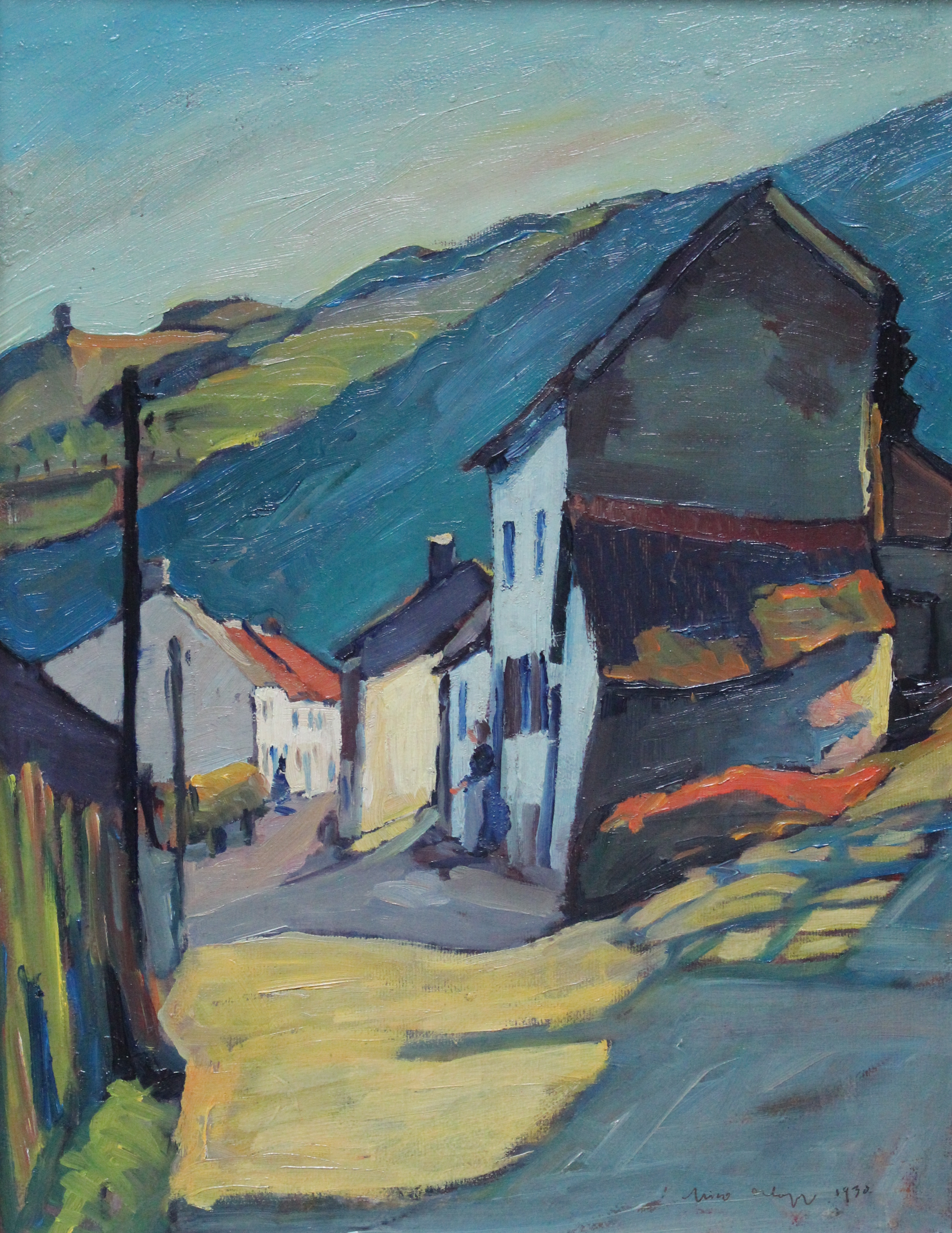
Út Biwelsben (1930)
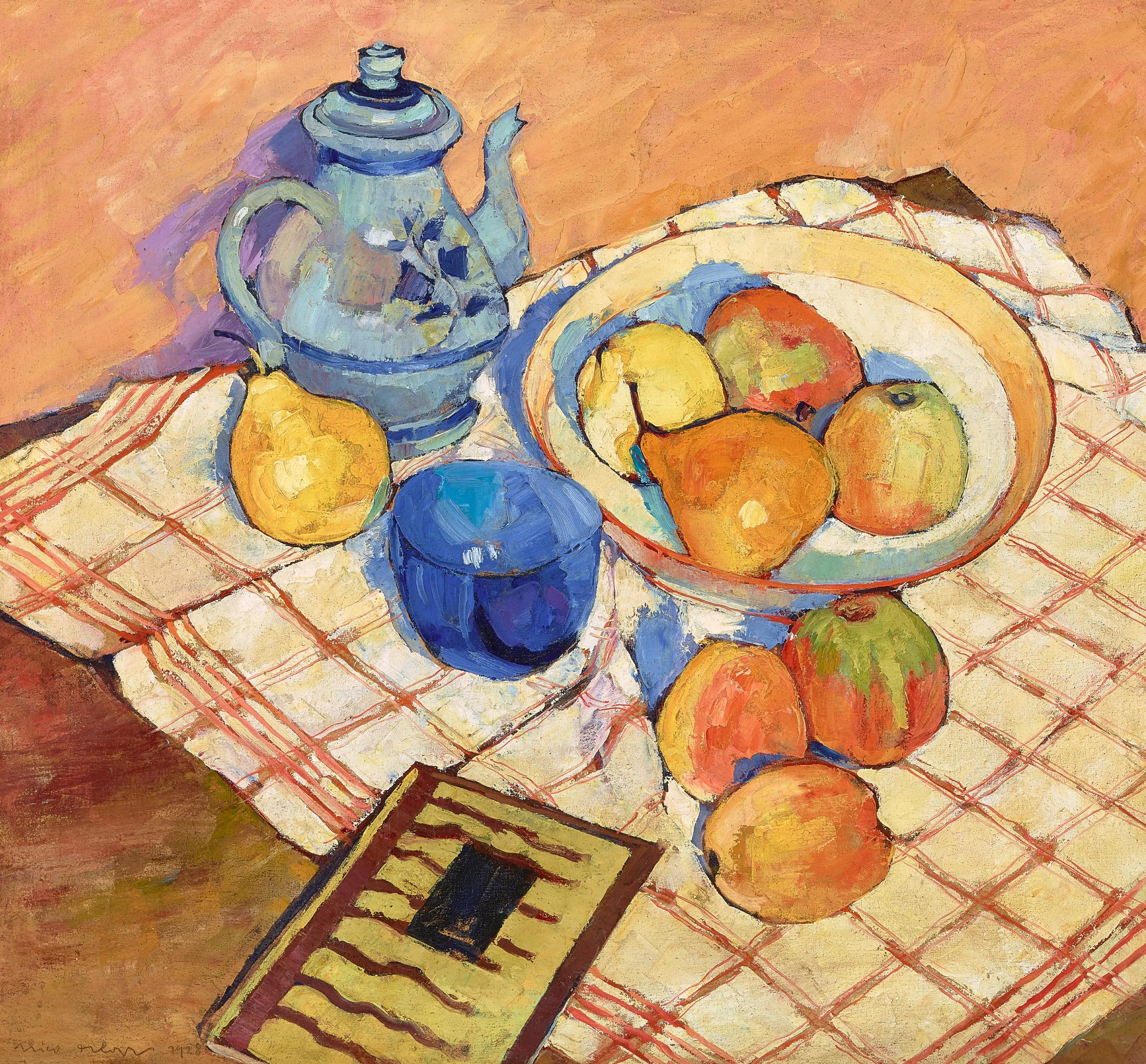
Csendélet gyümölcsökkel (1930)